# Мамонов, Сергей Николаевич
Сергей Николаевич Мамонов (укр. Сергій Миколайович Мамонов; род. 15 июня 1971, Останино) — украинский футболист, нападающий. Выступал за ряд крымских команд, таких как: керченский «Портовик», джанкойский «Авангард», красногвардейская «Орбита», симферопольские «Динамо-ИгроСервис» и «Таврию».

## Биография
Сергей являлся мастером спорта по легкоатлетическому десятиборью и начал заниматься футболом лишь в 20 лет.
В июне 1996 года начал играть за керченский «Портовик». В составе команды провёл 3 игры и забил 2 гола в любительском чемпионате Украины. По итогам турнира керчане одержали победу в своей группе и вышли во Вторую лигу Украины. Мамонов сыграл за «Портовик» в 4 матчах Второй лиги и 1 игре Кубка Украины и покинул команду. Сразу после этого Сергей перешёл в джанкойский «Авангард», в составе которого провёл 28 игр и забив 17 мячей в чемпионате Крыма. С 1997 года по 2001 год являлся игроком другой крымской команды, красногвардейской «Орбиты». В составе которой становился лучшим бомбардиром чемпионата Крыма. В 1999 году за «Орбиту» забил 43 гола в крымском первенстве.
Летом 2001 года перешёл в стан симферопольского «Динамо», которое дебютировало во Второй лиги Украины. По итогам сезона «Динамо» завоевало бронзовые награды турнира, а Мамонов стал лучшим бомбардиром команды с 16 забитыми мячами. Сергей отстал всего на два мяча от лучшего бомбардира группы «Б» Александра Антоненко. По ходу сезона Сергей Мамонов успел сыграть в Высшей лиге Украины за симферопольскую «Таврию», так как «Динамо» тогда было фарм-клубом «Таврии». 10 октября 2001 года в выездном матче против донецкого «Металлурга» (4:1), Сергей вышел в конце встречи вместо Дмитрия Назарова.
В следующем сезоне 2002/03 Мамонов сыграл во всех 32 играх команды во Второй лиге, став при этом вторым бомбардиром команды (уступив Алексею Грищенко с 29 голами) и заняв пятое место в списке бомбардиров Второй лиге, в группе «Б» забив 12 голов. В ноябре 2002 года Мамонов стал лучшим бомбардиром Кубка Крымтеплицы (забив 3 гола), а «Динамо» победителем турнира. Зимой 2003 года «Динамо» стало победителем Мемориала Юрковского и серебряным призёром Крымского подснежника. В сезоне 2003/04 «Динамо» заняв первое место во Второй лиге, вышло в Первую лигу Украины. В новом турнире команда сменила название на «Динамо-ИгроСервис». В Первой лиге Сергей Мамонов являлся основным игроком команды, проведя на этом уровне 46 матчей и забив 8 мячей. В феврале 2005 года вместе с командой стал победителем турнира Крымский подснежник. После окончания первой части сезона 2005/06 покинул команду. Всего за симферопольцев в первенствах Украины провёл 135 матчей и забил 42 гола, в Кубке Украины сыграл 4 матча. Мамонов занимает второе место в списке гвардейцев «ИгроСервиса» и третье в списке бомбардиров клуба.
С марта 2006 года по июнь 2009 года являлся тренером в детской команде симферопольского «ИгроСервиса». В 2012 году участвовал в Кубке Крыма по мини-футболу для игроков старше 35 лет за «Черноморец» из посёлка Черноморское.

## Достижения
- Победитель Второй лиги Украины (1): 2003/04
- Серебряный призёр Второй лиги Украины (1): 2002/03
- Бронзовый призёр Второй лиги Украины (1): 2001/02

## Личная жизнь
Является отцом двух сыновей.

## Статистика
| Сезон            | Клуб                 | Лига                | Чемпионат | Чемпионат | Кубок | Кубок |
| Сезон            | Клуб                 | Лига                | Игры      | Голы      | Игры  | Голы  |
| ---------------- | -------------------- | ------------------- | --------- | --------- | ----- | ----- |
| 1996/97          | Портовик (Керчь)     | Вторая лига Украины | 4         | 0         | 1     | 0     |
| 2001/02          | Динамо (Симферополь) | Вторая лига Украины | 32        | 16        |       |       |
| 2001/02          | Таврия               | Высшая лига Украины | 1         | 0         |       |       |
| 2002/03          | Динамо (Симферополь) | Вторая лига Украины | 30        | 12        | 1     | 0     |
| 2003/04          | Динамо (Симферополь) | Вторая лига Украины | 27        | 6         | 1     | 0     |
| 2004/05          | Динамо-ИгроСервис    | Первая лига Украины | 30        | 5         | 2     | 0     |
| 2005/06          | Динамо-ИгроСервис    | Первая лига Украины | 16        | 3         | 0     | 0     |
| Всего за карьеру | Всего за карьеру     | Всего за карьеру    | 140       | 42        | 5     | 0     |